# Тезей (бриг)
«Тезей» — бриг Черноморского флота Российской империи, последний из трёх бригов типа «Паламед», построенных в Николаеве. Находился в составе флота с 1845 по 1855 год, во время несения использовался в качестве учебного и крейсерского судна, принимал участие в Крымской войне и операциях флота у кавказского побережья. 27 августа (8 сентября) 1855 года был затоплен в Севастополе при оставлении города русскими войсками во время Крымской войны.

## Описание судна
Парусный деревянный бриг, первый из трёх бригов одноимённого типа строившихся в Николаеве с 1837 по 1845 год. Длина судна составляла 30,9 метра, ширина — 9,8 метра, осадка — 4,2 метра, а глубина интрюма — 5 метров. Артиллерийское вооружение брига состояло из 18 орудий, включавших шестнадцать 24 фунтовых карронад и и две 8-фунтовые пушки.

## История службы
Бриг «Тезей» был заложен 26 июля (7 августа) 1842 года на стапеле Николаевского адмиралтейста и после спуска на воду 9 (21) сентября 1845 года вошёл в состав Черноморского флота России. Строительство вёл кораблестроитель штабс-капитан Г. В. Афанасьев.
В кампании с 1846 по 1852 год выходил в практические плавания в Чёрное море в составе отрядов и эскадр кораблей Черноморского флота.
В 1846 году с марта по июль в составе отряда принимал участие в действиях Черноморского флота у берегов Кавказа.
Во время Крымской войны с 1853 по 1855 год находился в Севастополе, где был затоплен 27 августа (8 сентября) 1855 года при оставлении города русским гарнизоном.

## Командиры брига
Командирами брига «Тезей» в составе Российского императорского флота в разное время служили:
- капитан-лейтенант Л. А. Ергомышев (1846—1847 годы);
- капитан-лейтенант Л. А. Бертье-Делагард (1849—1851 годы);
- П. И. Дергачев (1852 год);
- капитан-лейтенант Л. И. Будищев (до июня 1853 года);
- капитан-лейтенант Н. Е. Рябинин (с июня 1853 года до 1854 года).

### Комментарии
1. ↑  101 фут[1].
2. ↑  32 фута[1].